# St. Leonhard (Lauf)

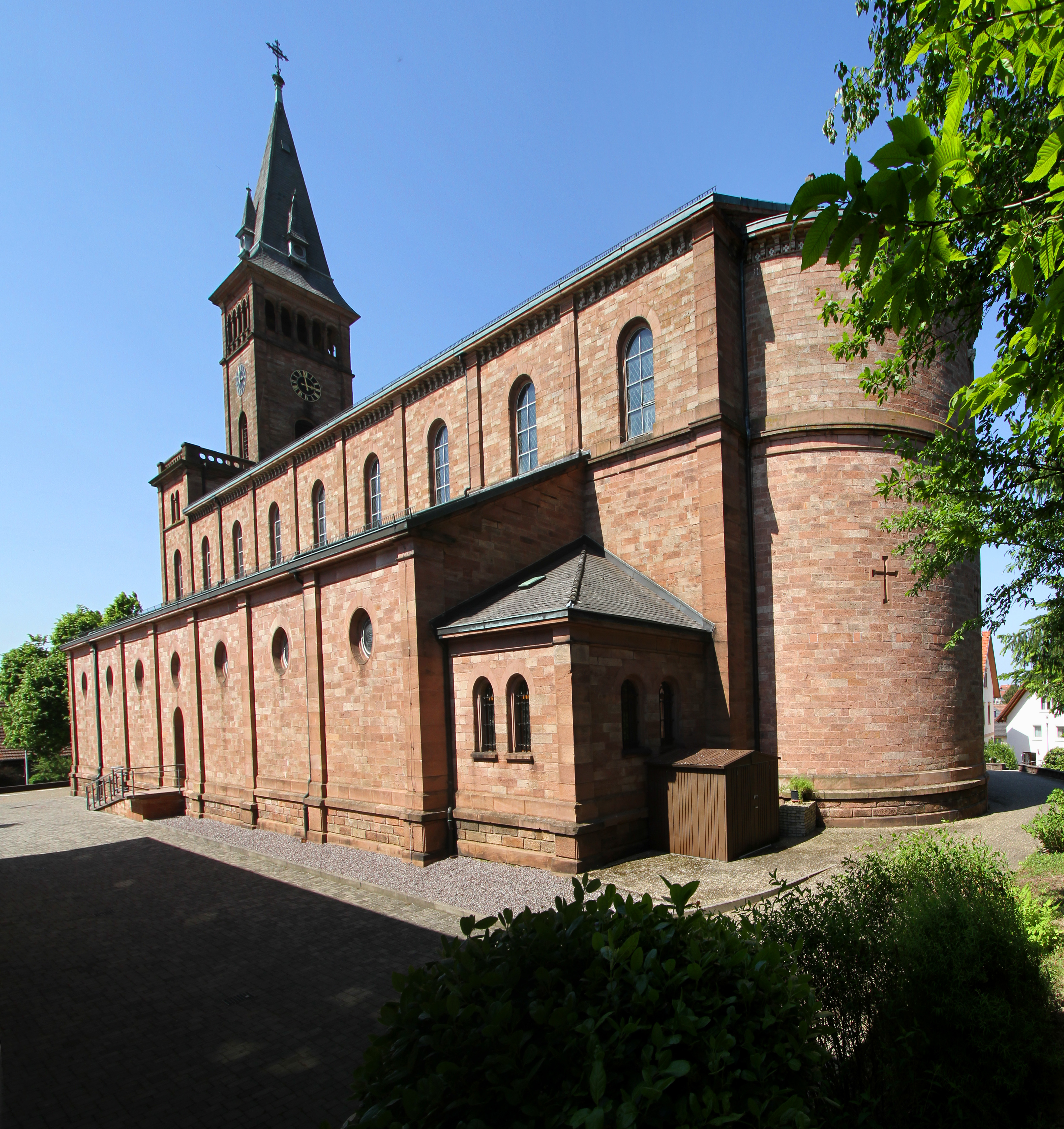
St. Leonhard in Lauf

Die römisch-katholische Pfarrkirche St. Leonhard steht in Lauf, einer Gemeinde im Ortenaukreis in Baden-Württemberg. Die Kirchengemeinde gehört zum Erzbistum Freiburg. Das Bauwerk ist beim Landesamt für Denkmalpflege Baden-Württemberg als Baudenkmal eingetragen.

## Beschreibung
Die Basilika aus rotem Quadermauerwerk wurde 1881–84 nach einem Entwurf von Adolf Williard erbaut. Sie besteht aus einem Langhaus mit einem Mittelschiff und zwei Seitenschiffen, einem halbrund geschlossenen Chor im Osten und einem mächtigen Fassadenturm im Westen des Mittelschiffs, der mit einem konkav nach unten geschweiften Pyramidendach bedeckt ist. In seinem offenen Glockengeschoss hängen fünf Kirchenglocken. Das Geschoss darunter beherbergt die Turmuhr. 
Der Innenraum des Langhauses ist mit einer Kassettendecke überspannt.